# General MacArthur
General MacArthur is een gemeente in de Filipijnse provincie Eastern Samar op het eiland Samar. Bij de laatste census in 2007 had de gemeente bijna 12 duizend inwoners.

## Geografie

### Bestuurlijke indeling
General MacArthur is onderverdeeld in de volgende 30 barangays:
| - Aguinaldo - Alang-alang - Binalay - Calutan - Camcuevas - Domrog - Laurel - Limbujan - Macapagal - Magsaysay | - Osmeña - Pingan - Poblacion Barangay 1 - Poblacion Barangay 2 - Poblacion Barangay 3 - Poblacion Barangay 4 - Poblacion Barangay 5 - Poblacion Barangay 6 - Poblacion Barangay 7 - Poblacion Barangay 8 | - Quezon - Quirino - Roxas - San Isidro - San Roque - Santa Cruz - Santa Fe - Tandang Sora - Tugop - Vigan |

## Demografie
General MacArthur had bij de census van 2007 een inwoneraantal van 11.625 mensen. Dit zijn 1.173 mensen (11,2%) meer dan bij de vorige census van 2000. De gemiddelde jaarlijkse groei komt daarmee uit op 1,48%, hetgeen lager is dan het landelijk jaarlijks gemiddelde over deze periode (2,04%). Vergeleken met de census van 1995 is het aantal mensen met 1.584 (15,8%) toegenomen.

De bevolkingsdichtheid van General MacArthur was ten tijde van de laatste census, met 11.625 inwoners op 117,29 km², 99,1 mensen per km².